# 기갑병대장

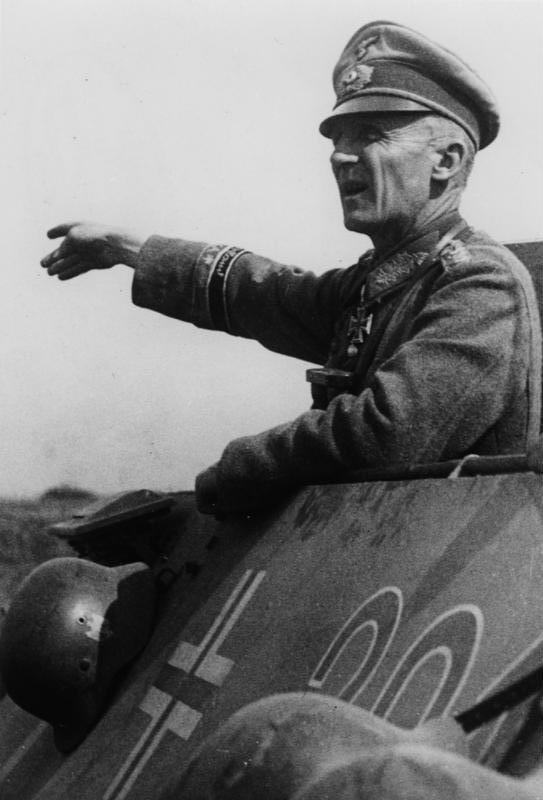
1944년의 하소 폰 만토이펠 기갑병대장.

기갑병대장(독일어: General der Panzertruppe)은 독일 육군의 병과대장 계급으로 타국의 3성장군과 동격이다. 1935년 국방군에 도입되었다.
오랫동안 존재했던 기병대장, 포병대장, 보병대장과 동격이다. 그 외에 국방군 시절에 도입된 병과대장 계급으로는 산악병대장, 공병대장, 강하병대장, 통신병대장이 있다.
현대 독일 연방군에도 기갑병대장이라는 표현은 사용되지만 계급이 아니라 보직명으로 사용되고 있다. 연방군 기갑병대장은 기갑군단교육장을 지휘하며, 일반적으로 준장이 이 보직에 부임한다.

## 독일 국방군 기갑병대장 목록
- 한스위르겐 폰 아르님(1889년–1962년): 1942년 12월 4일 상급대장 승진
- 헤르만 발크(1893년–1982년)
- 에리히 브란덴베르거(1882년–1955년)
- 헤르만 브라이트(1892년–1964년)
- 한스 크라머(1896년–1968년)
- 루트비히 크뤼벨(1892년–1958년)
- 카를 데커(1897년–1945년): 자살
- 하인리히 에버바흐(1895년–1992년)
- 막시밀리안 폰 에델샤임 국가남작(1897년–1994년)
- 한스카를 폰 에제베크 남작(1892년–1955년)
- 구스타프 펜(1892년–1945년): 파르티잔에게 처형당함
- 에른스트 페스만(1881년–1962년)
- 볼프강 피셔(1888년–1943년)
- 발터 프리즈(1894년–1982년)
- 한스 폰 풍크 남작(1891년–1979년)
- 레오 가이어 폰 슈베펜부르크(1886년–1974년)
- 프리츠후베르트 그라제르(1888년–1960년)
- 하인츠 빌헬름 구데리안(1888년–1954년): 1941년 상급대장 승진
- 요제프 하르페(1887년–1968년): 1944년 5월 20일 상급대장 승진
- 지크프리트 하인리키(1889년–1964년)
- 트라우고트 헤어(1890년–1976년)
- 알프레트 리터 폰 후비키(1887년–1971년)
- 한스팔렌틴 후베(1890년-1944년): 1944년 4월 20일 상급대장 승진. 1944년 4월 21일 비행기 추락으로 사망
- 게오르크 야우어(1896년–1971년)
- 베르너 켐프(1886년–1964년)
- 모르티머 폰 케셀(1893년–1981년)
- 프리드리히 키르히너(1885년–1960년)
- 울리히 클리만(1892년–1963년)
- 오토 폰 크노벨스도르프(1886년–1966년)
- 발터 크뤼거(1892년–1973년)
- 프리드리히 퀴흔(1889년–1944년): 폭격맞고 죽음
- 아돌프프리드리히 쿤트첸(1889년–1964년)
- 빌리발트 폰 랑거만 운트 에를렌캄프 남작(1890년–1942년)
- 요아힘 레멜젠(1888년–1954년)
- 하인리히 폰 뤼트비츠 남작(1896년–1969년)
- 즈밀로 폰 뤼트비츠 남작(1895년–1975년)
- 오즈발트 루츠(1876년–1944년)
- 하소 폰 만토이펠 남작(1897년–1978년)
- 카를 마우스(1898년–1959년)
- 발터 모델(1891년–1945년): 1942년 2월 28일 상급대장 승진. 1944년 3월 1일 야전원수 승진
- 발터 네흐링(1892년–1983년)
- 프리드리히 파울루스(1890년–1957년): 1942년 11월 30일 상급대장 승진. 1943년 1월 30일 야전원수 승진
- 게오르크한스 라인하르트(1887년-1963년): 1942년 1월 1일 상급대장 승진
- 에르빈 롬멜(1891년-1944년): 1942년 1월 24일 상급대장 승진. 1942년 6월 2일 야전원수 승진. 1944년 10월 14일 음독자살
- 한스 뢰티거(1896년–1960년)
- 디트리히 폰 자우켄(1892년–1980년)
- 페르디난트 샤알(1889년–1962년)
- 루돌프 슈미트(1886년–1957년): 1942년 1월 1일 상급대장 승진
- 게르하르트 폰 슈베린(1899년–1980년)
- 프리도 폰 젱거 운트 에테를린(1891년–1963년)
- 게오르크 슈투메(1886년–1942년)
- 호르스트 슈툼프(1887년–1958년)
- 빌헬름 리터 폰 토마(1891년–1948년)
- 구스타프 폰 파어슈트(1894년–1975년)
- 루돌프 파이엘(1883년–1956년)
- 하인리히 폰 피팅호프(1887년–1952년): 1943년 9월 1일 상급대장 승진
- 니콜라우스 폰 포어만(1895년–1959년)
- 발터 벤크(1900년–1982년)